# 2014年度TVB8金曲榜頒獎典禮得獎名單
2014年度TVB8金曲榜頒獎典禮，於2015年1月19日晚上假香港將軍澳電視廣播城舉行，由胡蓓蔚、宋雙佳及陳鴻碩主持，本年頒發6項獎項，共19個獎項。

## 得獎名單

### TVB8金曲榜金曲獎
- 小孩 - 周柏豪
- 護航 - 許廷鏗
- 星星的眼淚 - 鍾欣潼、羅力威
- 冥王星 - 林奕匡
- 時間開的玩笑 - 連詩雅
- 越難越愛 - 吳若希
- 迷彩 - 王梓軒 ft. Celina Jade
- 情歌的意義 - 林欣彤
- 熊猫 - 鄭俊弘
- Super Daddy - 趙泳鑫

### TVB8金曲榜最佳新人獎
- 金獎：鄭俊弘
- 銀獎：符致逸
- 銅獎：顏培珊

### TVB8金曲榜最佳唱作歌手獎
- 金獎：周柏豪
- 銀獎：林奕匡
- 銅獎：糖　妹

### TVB8金曲榜最受歡迎男歌手獎
許廷鏗

### TVB8金曲榜最受歡迎女歌手獎
- 連詩雅

### TVB8金曲榜金曲金獎
- 越難越愛 - 吳若希

## 播放媒體
是次頒獎典禮會由電視廣播有限公司（無綫電視）旗下頻道播放，包括，
- 香港：TVB8（直播）、翡翠台（轉播）
- 澳門：TVB8（直播）
- 中国：TVB8（直播）
- 越南：TVB8（直播）
- 新加坡：TVB8（直播）
- ：TVB8（直播）
- 美国：TVB8（轉播）

## 外部連結
- 2014年度TVB8金曲榜頒獎典禮 官方網站（页面存档备份，存于）